# Tim Fehlbaum
Tim Fehlbaum est un réalisateur suisse, né en 1982 à Bâle.
Son film 5 Septembre est nommé en 2025 aux Golden Globes dans la catégorie du meilleur film dramatique et aux Oscars dans la catégorie du meilleur scénario original.

## Biographie
Tim Fehlbaum naît en 1982 à Bâle, dans une fratrie de cinq enfants dont il est le seul garçon. Son père se nomme Raymond Fehlbaum, sa mère se prénomme Inge. Ses grands-parents paternels, Willi und Erika Fehlbaum, sont les fondateurs du fabricant suisse de mobilier design Vitra.
Il grandit à Bâle et à Riehen. Après le gymnase à Bâle, qu'il termine en 2001, il suit une formation de réalisateur à la Haute école de télévision et de cinéma de Munich.
Il est père d'un enfant.

## Parcours cinématographique
En 2011, Tim Fehlbaum fait ses débuts dans le long métrage avec le film d'horreur post-apocalyptique Hell, dont il coécrit le scénario. Ce film remporte notamment la même année le Prix d'encouragement (de) du Festival du film de Munich. 
En 2021, son thriller de science-fiction La Colonie remporte notamment quatre Prix du cinéma allemand.
Il est le premier Suisse nommé en 2025 aux Golden Globes, dans la catégorie du meilleur film dramatique.

## Filmographie

### Courts métrages
| Year | Title      | Réalisateur | Scénariste |
| ---- | ---------- | ----------- | ---------- |
| 2004 | Für Julian | Oui         | Oui        |

### Longs métrages
| Year | Title       | Réalisateur | Scénariste | Producteur |
| ---- | ----------- | ----------- | ---------- | ---------- |
| 2011 | Hell        | Oui         | Oui        | (no)       |
| 2021 | La Colonie  | Oui         | Oui        | Oui        |
| 2024 | 5 septembre | Oui         | Oui        | (no)       |

## Récompenses et distinctions
- 2004 : Shocking Shorts Award (de) pour Für Julian[2]
- 2011 : Förderpreis Neues Deutsches Kino (de) pour Hell[6]

- 2021 : Festival international du film fantastique de Neuchâtel 2021 :  Prix RTS du public[9]